# Valacar
Valacar (1194 - 1432 T. E.) es un personaje ficticio que pertenece al legendarium creado por el escritor británico J. R. R. Tolkien y cuya historia es narrada en los apéndices de la novela El Señor de los Anillos. Es un dúnadan, hijo de Rómendacil II y vigésimo rey de Gondor. Su nombre es quenya y puede traducirse como «cabeza de vala».

## Historia
Nació en el año 1194 de la Tercera Edad del Sol. Dada la política seguida por Rómendacil II para reforzar la alianza de Gondor con los hombres del norte debido al peligro que representaban los hombres del este, el rey envió a Valacar como embajador al reino de Rhovanion en 1250 T. E. Allí se familiarizó con su lengua, su política y sus costumbres, pero con el paso del tiempo se enamoró de esas tierras y acabó casándose con Vidumavi, la hija del rey Vidugavia. Esto no fue bien visto en Gondor, pues muchos consideraban inferiores a los hombres del norte y no veían bien que el heredero al trono se casara con una extranjera, lo que años después ocasionaría la guerra civil conocida como Lucha entre Parientes. Valacar y Vidumavi tuvieron un hijo, al que llamaron Eldacar en quenya o Vinitharya en la lengua de Rhovanion.
Valacar asumió el trono de Gondor tras la muerte de su padre en 1366 T. E. En los últimos años de su reinado se desencadenaron las primeras rebeliones en las provincias meridionales del reino que poco después, tras la muerte de Valacar en 1432 T. E. y la ocupación del trono por parte de Eldacar, desencadenarían la guerra civil.